# La Queue de Robespierre

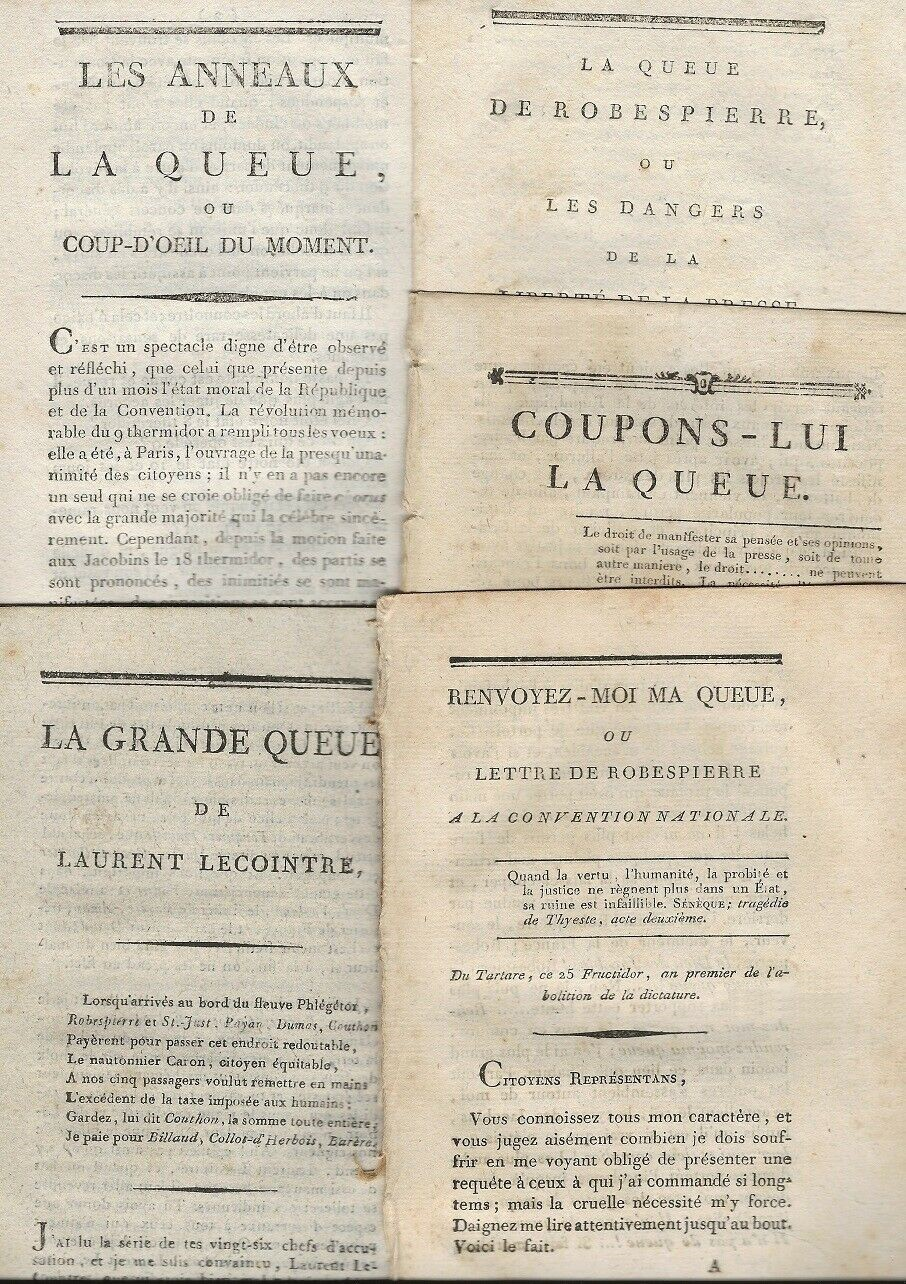

La Queue de Robespierre (dal suo titolo completo: La Queue de Robespierre, ou les Dangers de la liberté de la presse, "La Coda di Robespierre, o i pericoli della libertà della stampa"), era un pamphlet del periodo termidoriano, pubblicato il 9 fruttidoro anno II (26 agosto 1794). Diretto contro i montagnardi termidoriani, considerati come i « continuatori » (della politica) di Maximilien de Robespierre, e firmati da « Felhémési » (anagramma di figli di Méhée), scritto dal diplomatico e agente della polizia segreta Méhée de la Touche, già segretario di Jean-Lambert Tallien, inaugura un fiorire di pamphlet antigiacobini.
Mescolando politica e oscenità con una ispirazione libertina, è seguito da un Suite à la Queue de Robespierre, da un Rendez-moi ma queue, dagli Anneaux de la queue, da un Défends ta queue, da un Jugement du peuple souverain qui condamne à mort la queue infernale de Robespierre, da La Tête à la Queue, ou Première lettre de Robespierre à ses continuateurs, la maggior parte di Méhée.